# Festival Arirang
La Gimnasia de las Grandes Masas y Actuación Artística Arirang o simplemente Festival Arirang (en chosŏn'gŭl, 아리랑 축제; en hancha, 아리랑 祝祭; romanización revisada, Arirang Chukje; McCune-Reischauer, Arirang Ch'ukche), es un festival que se lleva a cabo en el Estadio Rungrado Primero de Mayo en Pionyang, Corea del Norte, normalmente entre los meses de agosto y septiembre.
El festival se celebra seis días a la semana durante dos meses y celebra el cumpleaños de Kim Il-sung (15 de abril). El festival cuenta con más de 80 000 gimnastas que realizan movimientos sincronizados y danzas mientras más de 30 000 estudiantes, que se encuentran en los graderíos del estadio, forman mosaicos gigantes al mover y girar piezas de papel coloreado, los cuales forman elaborados panoramas de megaciudades, eslóganes y caricaturas. Además cuenta con exhibiciones de artes marciales, desplieges militares y ballets aéreos que se presentan en cuerdas de bungee.

## Historia
El festival hizo su debut en el año 2002 para conmemorar el nacimiento del fundador norcoreano Kim Il-sung y fue realizado cada año hasta 2005. No fue celebrado en 2006 y fue retrasado en 2007 debido a la inundación que azotó al país en ese año, la noticia fue confirmada mediante un comunicado del gobierno que decía: "Se ha hecho difícil ahora continuar la actuación porque la gente que se encuentra trabajando en diferentes partes del país, están todas incapacitadas de recobrarse de los daños de la inundación en estos días", según informó la fuente oficial de noticias KCNA. El festival se lleva a cabo desde el 2007 hasta la actualidad.
Los participantes son escogidos basándose en un nivel de habilidades para servir al festival por muchos años, en la mayoría de los casos, esta será la forma de vida de ellos hasta que se retiren.
A través de los años, ha podido atraer una audiencia de más de 12 000 000 de personas, incluyendo 118 000 extranjeros, según un reporte del periódico norcoreano Rodong Sinmun. Sin embargo, el mismo ha sido criticado por medios occidentales que lo consideran "una herramienta de propaganda mantenida mediante el entrenamiento rígido y disciplinado de sus participantes".
El gobierno norcoreano invita a extranjeros y periodistas al festival e incluso fue visitado en el año 2000 por, la entonces, secretaria de Estado estadounidense Madeleine Albright y fue recibida en persona por Kim Jong-il.
El nombre del festival, Arirang, fue dado por una canción romántica coreana.

## Iconografía
El festival Arirang posee un importante carácter ideológico que alude al Partido del Trabajo de Corea, sus fuerzas armadas, Kim Il-sung y Kim Jong-il. Los mensajes pueden no ser claros para los espectadores extranjeros, quienes no están al tanto de la iconografía norcoreana, por ejemplo:
- Cuando el Sol sale, alude a Kim Il-sung
- Cuando se muestra un arma, alude al arma que Kim Il-sung le da a su hijo Kim Jong-il
- El color rojo, particularmente en las flores, simboliza la clase trabajadora.
- El color púrpura y las flores púrpuras también aluden a Kim Il-sung
- Una montaña nevada con un lago representa el monte Paektu, en donde se dice que Kim Jong-il nació en una cabaña de madera durante la ocupación japonesa.

## Galería

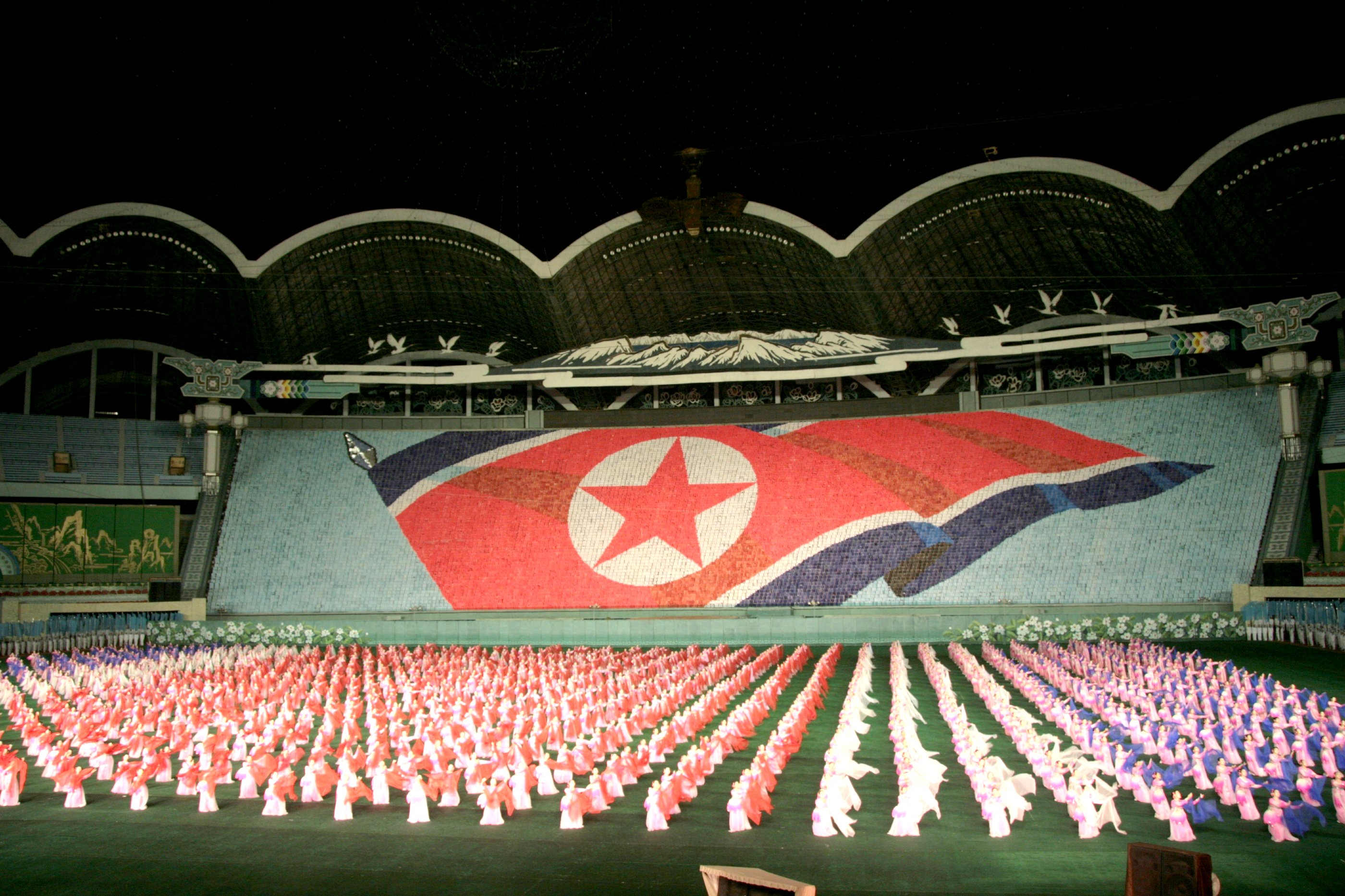
Una bandera de Corea del Norte en los mosaicos.
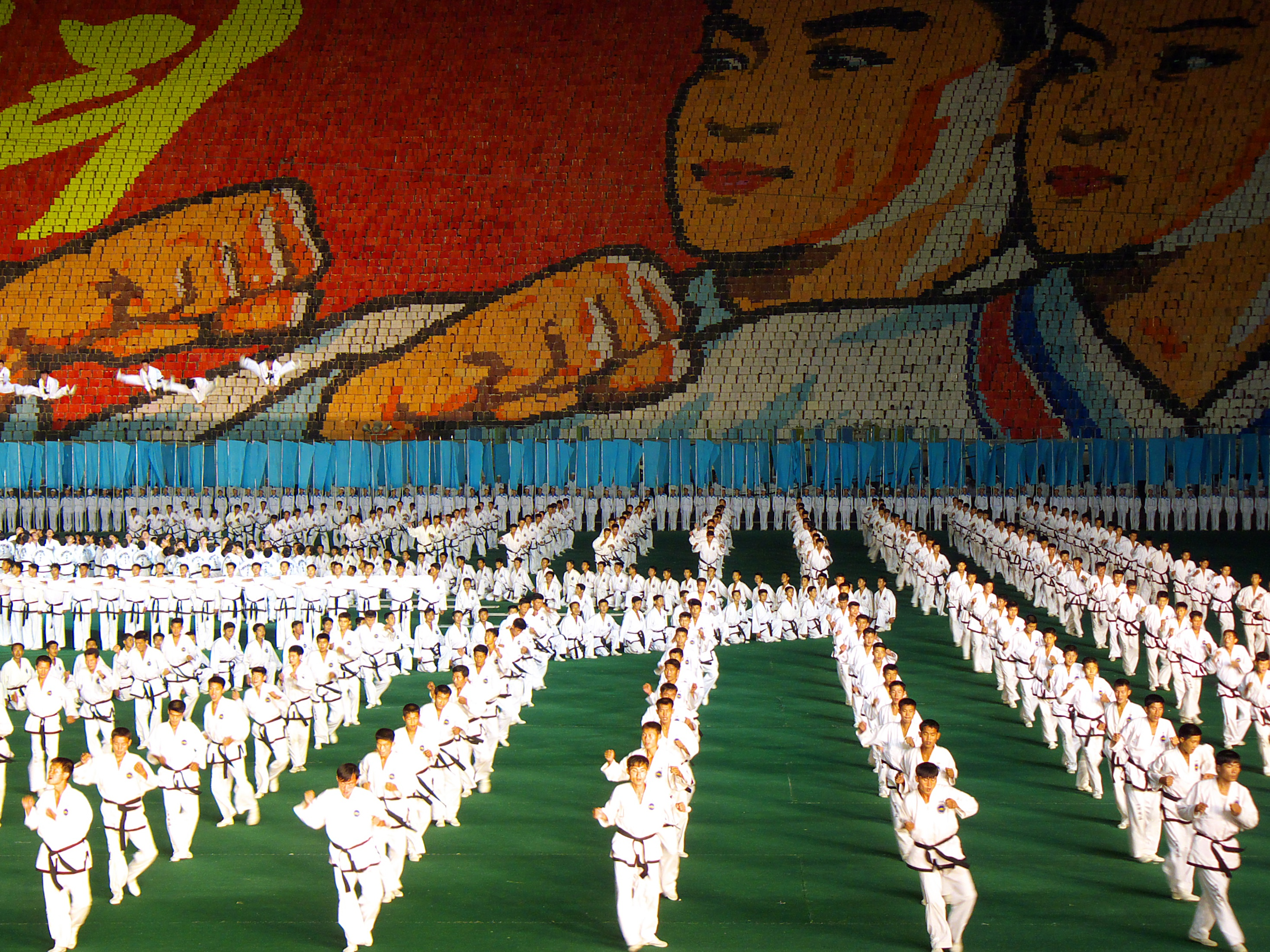
Exhibición de artes marciales.
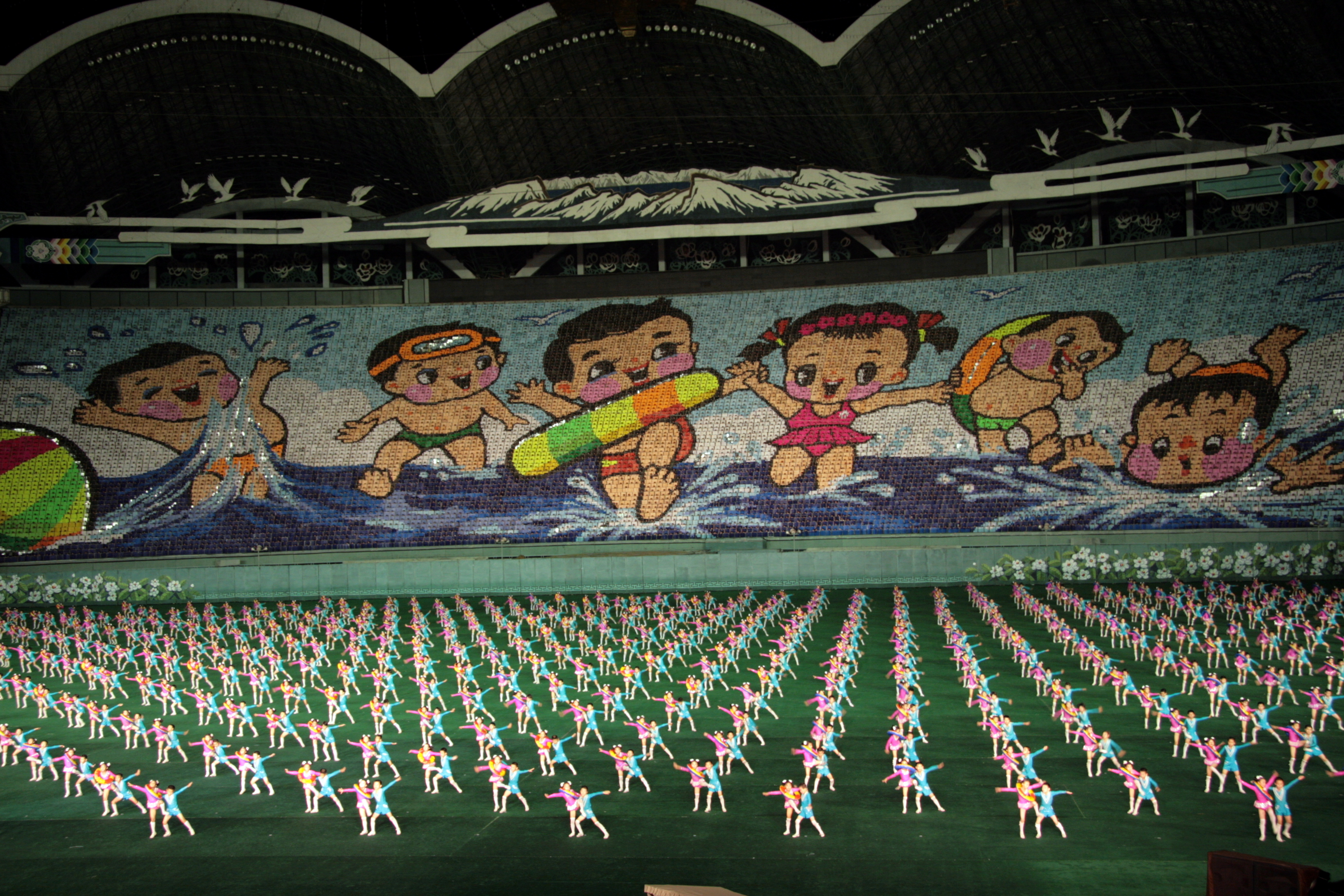
Cientos de niños realizando bailes mientras se exhibe un mosaico de infantes jugando.
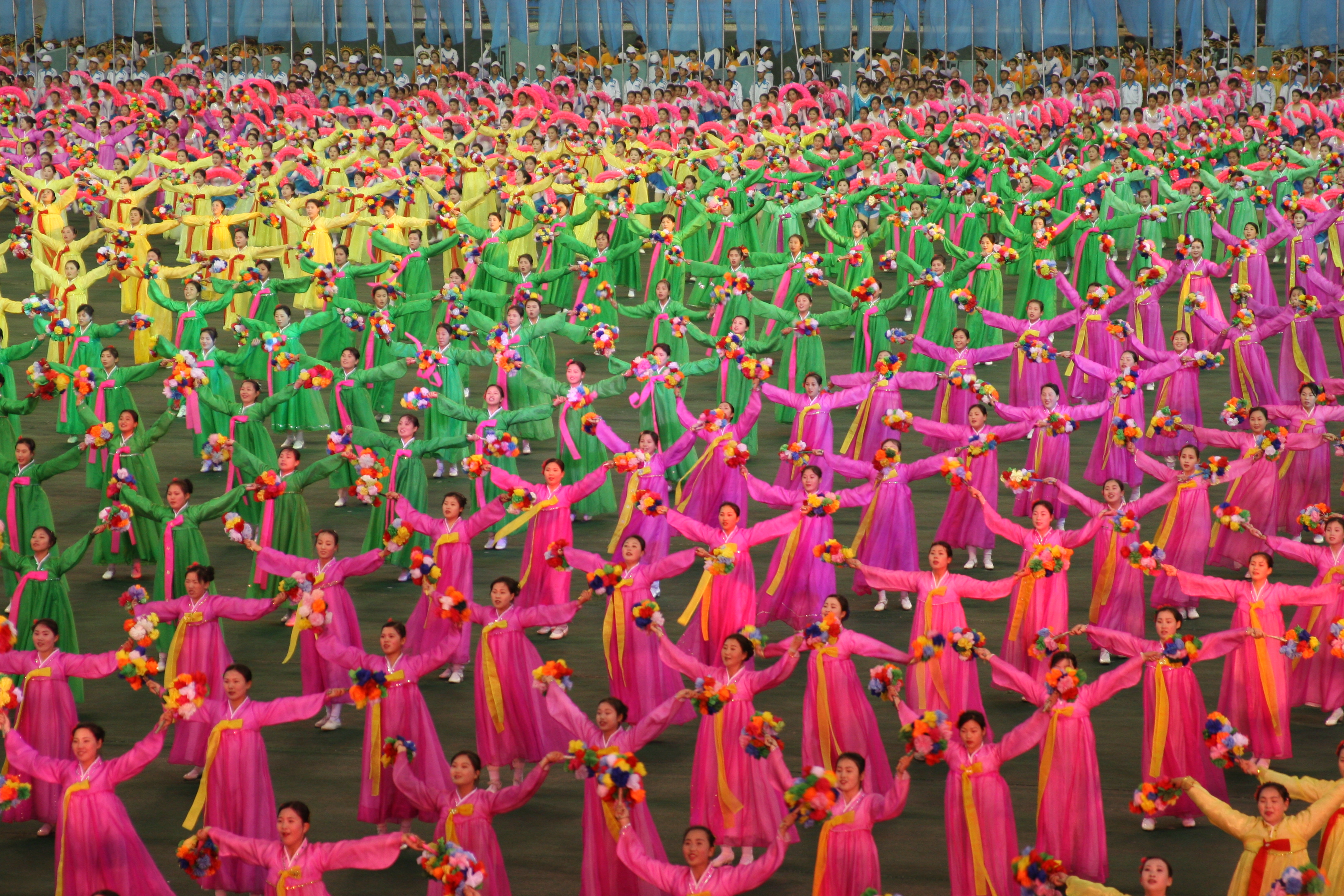
Cientos de mujeres vestidas en coloridos hanbok.
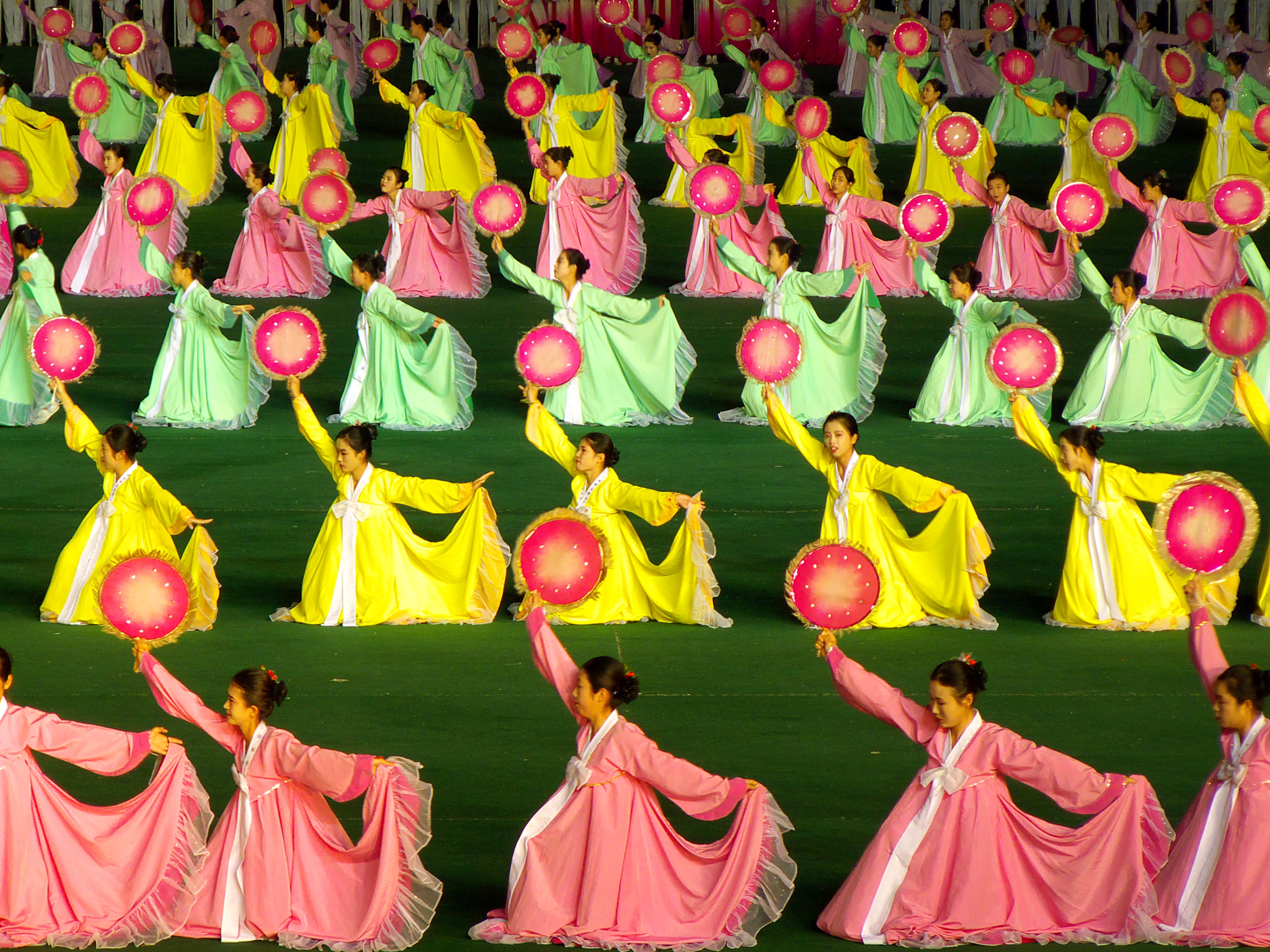
Mujeres realizando danzas.
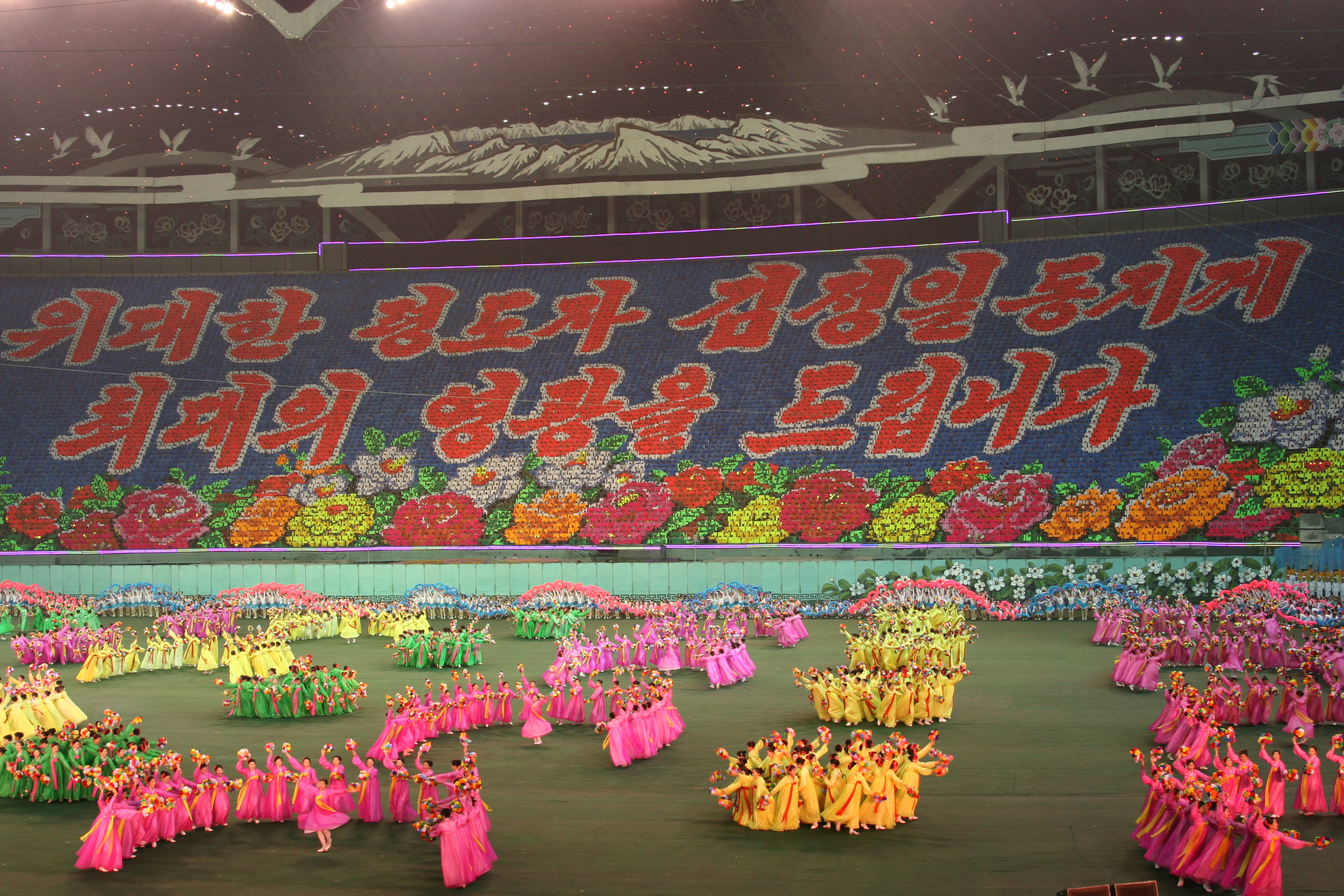
Los mosaicos mostrando un eslogan.
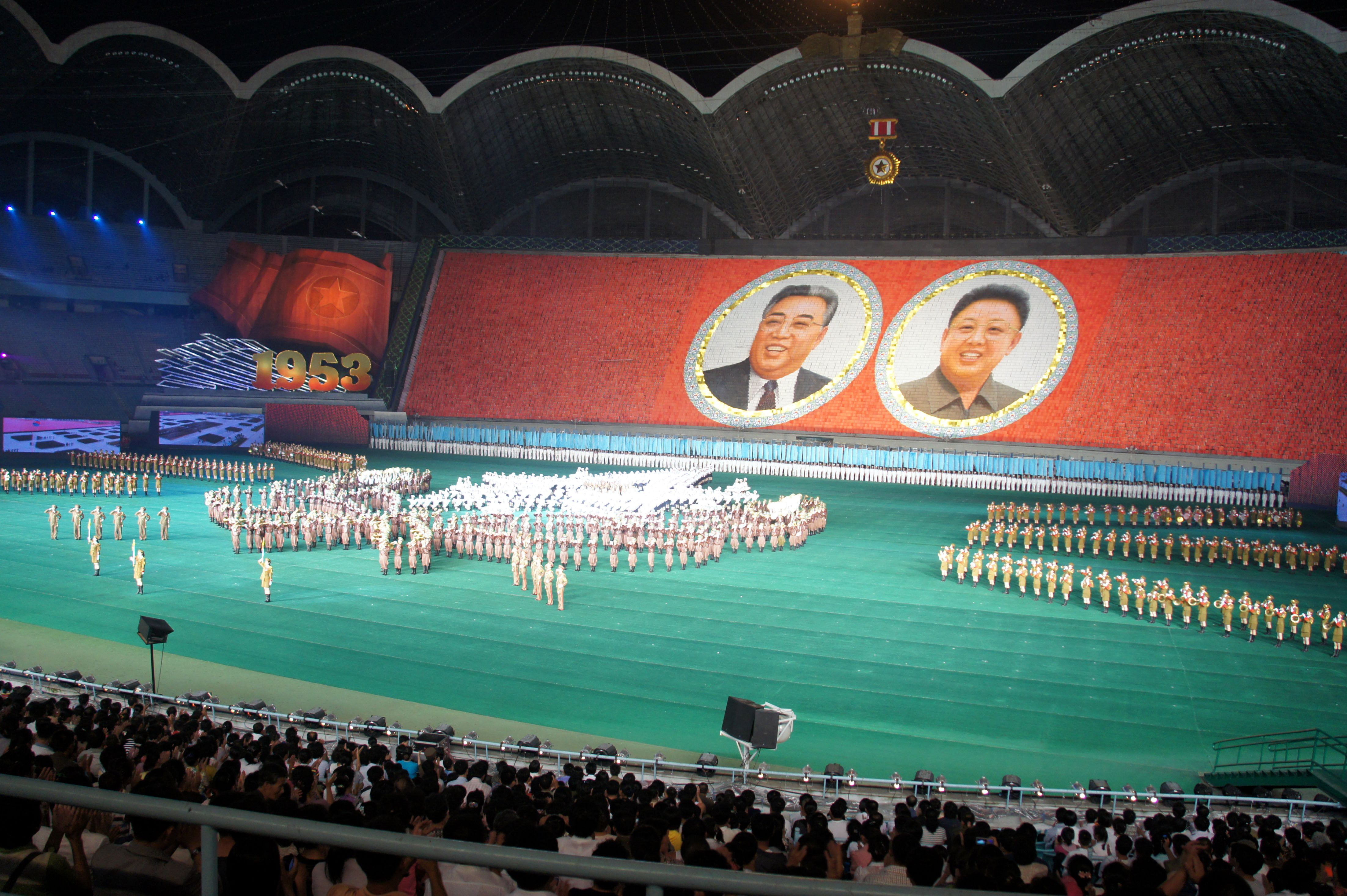
Mosaico representando a Kim Il-sung y Kim Jong-il